# CRIP3
CRIP3 (англ. Cysteine rich protein 3) – білок, який кодується однойменним геном, розташованим у людей на 6-й хромосомі. Довжина поліпептидного ланцюга білка становить 217 амінокислот, а молекулярна маса — 24 088.
| 10         |  | 20         |  | 30         |  | 40         |  | 50         |
| ---------- |  | ---------- |  | ---------- |  | ---------- |  | ---------- |
| MSWTCPRCQQ |  | PVFFAEKVSS |  | LGKNWHRFCL |  | KCERCHSILS |  | PGGHAEHNGR |
| PYCHKPCYGA |  | LFGPRGVNIG |  | GVGSYLYNPP |  | TPSPGCTTPL |  | SPSSFSPPRP |
| RTGLPQGKKS |  | PPHMKTFTGE |  | TSLCPGCGEP |  | VYFAEKVMSL |  | GRNWHRPCLR |
| CQRCHKTLTA |  | GSHAEHDGVP |  | YCHVPCYGYL |  | FGPKGGQPHP |  | RHWDGMYMPE |
| VWHVHGLWVC |  | VDNFPCG    |  |            |  |            |  |            |

A: Аланін

C: Цистеїн

D: Аспарагінова кислота

E: Глутамінова кислота

F: Фенілаланін

G: Гліцин

H: Гістидин

I: Ізолейцин

K: Лізин

L: Лейцин

M: Метіонін

N: Аспарагін

P: Пролін

Q: Глутамін

R: Аргінін

S: Серин

T: Треонін

V: Валін

W: Триптофан

Задіяний у такому біологічному процесі, як альтернативний сплайсинг. 
Білок має сайт для зв'язування з іонами металів, іоном цинку. 
Локалізований у цитоплазмі.